# 电源开发
电源开发株式会社(日语：／／ Dengenkaihatsu）是日本一家以發電为主营业务的电力公司，总部位于东京都中央区，以J-POWER作为昵称。

## 历史

### 成立
日本在二戰時為了構建國家全面戰爭體系，根據當時日本政府的國家電力管理政策，將東京電燈、日本電力等全國性電力公司合併而設立半官營的日本发送电与9家（北海道、東北、關東、中部、北陸、關西、中國 、四國、九州）配電公司。日本战败后，在同盟國軍事佔領下，實際統治日本的盟軍總司令部 （GHQ）為了根除日本軍國主義思想，決定推動經濟民主化，解散戰前日本的財閥和壟斷企業。1947年12月在GHQ要求下通過《過度經濟力集中排除法》，日本發送電也被認定為壟斷企業之一，日本發送電和全日本九家配電公司被要求提交重組計劃。
迫於GHQ壓力日本政府在1950年強行通過《電氣事業再編成法》和《公益事業法》，1951年5月1日，日本发送电与九家配電公司被解散，并重组为九间区域性大型电力公司，(北海道、東北、東京、中部、北陸、關西、中國、四國、九州電力)。然而，新成立的九大电力公司资金极其匮乏，无法充分供应重建所需的电力，也无法投资新电厂建设。因此，于1952年9月16日（昭和27年）根据为应对国内电力需求增加而制定的《电力发展促进法》而成立半官營的电源开发，作为一家特殊的国有公司，其最初资本结构为大藏省持股66.69% （现移交財務省），其余股份由九大电力公司持有。

### 发展
电源开发的第一个大型电力开发项目是佐久间水坝，通过引进美国技术，原本预计需要10年的建设工期，只用了3年时间就完成。随后，电源开发建造了一系列大规模水力发电厂，包括被合称为“OTM”的奧只見水庫、田子倉水坝和御母衣水壩，成为支持日本战后重建的重要力量，这些发电厂今天仍然是日本最大的发电厂之一。
在随后的经济高速增长时期，九大电力公司由于财务改善，供电能力增加，可以满足快速增长的电力需求。但同时也出现了区域性的电力公司之间缺乏协调、昼夜需求差距过大等效率问题。 对此，电源开发建设了可供多家电力公司使用的广域火电厂、大规模抽水蓄能电站、各电力公司之间的互连输电线路、调整日本東西電源頻率不同的佐久间变频站、长距离高壓直流輸電线等互连设备，与九大电力公司开展互补业务。后来，九大电力公司有了足够的资金实力，也开始建设相互之间的互连输电线路和其他互连设施。
另一方面，为了支持当时日渐衰落的日本国内煤炭开采业，电源开发运营的火电厂仅使用用日本国内煤炭，直到1981年开始有燃烧海外煤电为主的火电厂。另外，电源开发进行了海水抽水蓄能电站等示范试验厂、投资海外合作项目等国家政策性较强的项目。
1997年，由于新自由主义影响，对国有事业效率低下的批评，日本展开特殊法人合理化，即国有事业民营化，作为该政策的一部分，日本内阁决定经过五年准备期后将电源开发私有化，并于2003年废除了《电源开发促进法》。2004年10月6日电源开发在東京證券交易所第一部上市，并出售了九大电力公司及政府出资的民营化基金所持有的全部股份。另外，昵称也从变更为“J-POWER”。

### 现况
目前，电源开发在日本有60多家发电厂，发电能力在日本排名第三，特别是其燃煤电厂装置容量是日本最大的，且热效率位居世界前列；水电规模在日本也名列前茅。另外，虽然电源开发目前没有核电站，但正在青森县建设大間核能發電廠。至于风力发电，截至2023年7月，电源开发在日本拥有27个风力发电站，其中包括东京临海风力发电站，使其成为日本第二大风力发电运营商。
此外电源开发还曾经拥有大量的输变电设施，以及电力公司之间的互连输电线路。特别的是，电源开发是唯一一家拥有本州和九州互连输电网络的公司。此前，在北海道和本州之间、50 Hz和60 Hz区域之间，以及本州和四国之间的输电网络也是电源开发独占；目前电源开发仍拥有上述输电网络67%、40%，和75%份额。2019年4月1日，為實現發送電分離，电源开发设立100%控股子公司--电源开发送变电电网，将输电业务转让给该公司 。另外，针对电力自由化的趋势，电源开发实现了多角化经营（包括投入供水业务等）。同时，电源开发也积极向海外扩张，其海外业务包括在亚洲地区开展电力顾问业务，积极投资海外獨立發電廠和煤矿。

## 重要参与项目
- 1953年8月 - 参加“只見特定地域综合开发计划”。
- 1954年1月 - 电源开发首座发电站胆泽第一发电站开始运营。
- 1956年
  - 1月 - 糠平发电站开始运营（糠平水坝（日语：糠平ダム））。
  - 4月 - 电源开发首个大規模水电站--佐久間发电站开始运营（佐久間水坝）。
- 1960年12月 - 奥只見发电站开始运营（奧只見水坝）。
- 1961年1月 - 御母衣发电站开始运营（御母衣水坝）。
- 1963年1月 - 电源开发首个燃煤电厂若松火力发电站（日语：若松火力発電所）1・2号機开始运营。
- 1965年10月 - 佐久间变频站开始运营。
- 1967年3月 - 参与泰国水电计划。
- 1972年11月 - 电源开发首个装置容量超过1,000MW的大規模抽水蓄能电站新丰根发电站（日语：新豊根発電所）开始运营。
- 1974年6月 - 电源开发首个燃油火电站竹原火力发电站（日语：竹原火力発電所）2号機开始运营。
- 1975年3月 - 电源开发首个地熱发电站--鬼首地熱发电站（日语：鬼首地熱発電所）开始运营。
- 1979年12月 - 日本首个高压直流输電設備--北海道・本州間（日语：北海道・本州間連系設備）开始运营。
- 1981年1月 - 日本首个以燃烧海外煤炭为主燃料的燃煤火电站松島火力发电站（日语：松島火力発電所）1号機开始运营。
- 1986年11月 - 冲绳县石川石炭火力发电站（日语：石川石炭火力発電所）1号機开始运营。
- 1990年6月 - 日本首个单機装置容量达1,000MW的燃煤电厂--松浦火力发电站（日语：松浦火力発電所）1号機开始运营。
- 1995年6月 - 竹原火力发电站2号機转换为燃煤电厂，电源开发旗下全部火电站转换为燃煤电厂。
- 1999年3月 - 世界首个海水抽水蓄能电站冲绳山原海水抽水蓄能发电站（日语：沖縄やんばる海水揚水発電所）开始运营。
- 2000年7月 - 日本装置容量最大的燃煤电厂橘湾火力发电站（日语：橘湾火力発電所）1号機（装置容量1,050MW）开始运营。
- 2004年10月 - 参与泰国火电计划。
- 2007年11月 - 参与中国漢江水力开发專案。
- 2008年
  - 3月 - 中国新昌燃煤电厂專案。
  - 4月 - 經濟產業省颁布大間核能發電廠反应堆設置許可。

## 发电设施

### 水力發電廠
- 主要的水電站（100MW以上）

| 發電站名         | 水系     | 方式       | 裝置容量 (MW) | 所在地                 | 運用開始 |
| ---------------- | -------- | ---------- | ------------- | ---------------------- | -------- |
| 下郷发电站       | 阿賀野川 | 抽水蓄能式 | 1,000         | 福岛县南會津郡下乡町   | 1988年   |
| 奧只見发电站     | 阿賀野川 | 大坝式     | 560           | 福島县南会津郡檜枝岐村 | 1960年   |
| 大鳥发电站       | 阿賀野川 | 大坝式     | 182           | 福島县南会津郡只見町   | 1963年   |
| 田子倉发电站     | 阿賀野川 | 大坝式     | 385           | 福島县南会津郡只見町   | 1959年   |
| 沼原发电站       | 那珂川   | 抽水蓄能式 | 675           | 栃木县那須塩原市       | 1973年   |
| 佐久間发电站     | 天龍川   | 調整池式   | 350           | 靜岡縣滨松市天龍區     | 1956年   |
| 新丰根发电站     | 天龍川   | 抽水蓄能式 | 1,120         | 爱知县北設樂郡丰根村   | 1972年   |
| 奥清津发电站     | 信濃川   | 抽水蓄能式 | 1,000         | 新潟县南魚沼郡湯澤町   | 1978年   |
| 奥清津第二发电站 | 信濃川   | 抽水蓄能式 | 600           | 新潟县南魚沼郡湯澤町   | 1996年   |
| 御母衣发电站     | 川       | 大坝式     | 215           | 岐阜县大野郡白川村     | 1961年   |
| 手取川第一发电站 | 手取川   | 調整池式   | 250           | 石川县白山市           | 1979年   |
| 长野发电站       | 九頭龍川 | 抽水蓄能式 | 220           | 福井县大野市           | 1968年   |
| 池原发电站       | 熊野川   | 抽水蓄能式 | 350           | 奈良县吉野郡下北山村   | 1964年   |
| 川内川第一发电站 | 川内川   | 大坝式     | 120           | 鹿儿岛县薩摩郡薩摩町   | 1965年   |

### 火力發電廠
| 發電廠名稱         | 商轉年分 | 裝置容量 （MW） | 燃料 | 所在位置             | 備註 |
| ------------------ | -------- | --------------- | ---- | -------------------- | ---- |
| 竹原火力發電廠     | 1967     | 1,300           | 石炭 | 廣島縣竹原市         |      |
| 高砂火力發電廠     | 1968     | 500             | 石炭 | 兵庫縣高砂市         |      |
| 松島火力發電廠     | 1981     | 1,000           | 石炭 | 长崎县西海市         |      |
| 石川石炭火力發電廠 | 1986     | 312             | 石炭 | 沖繩縣宇流麻市       |      |
| 松浦火力發電廠     | 1990     | 2,000           | 石炭 | 長崎縣松浦市         |      |
| 橘灣火力發電廠     | 2000     | 2,100           | 石炭 | 德島縣阿南市         |      |
| 磯子火力發電廠     | 2002     | 1,200           | 石炭 | 神奈川縣横滨市磯子區 |      |

### 核电站
| 名称           | 所在地             | 堆型               | 反應爐数 | 計畫单堆功率 (MW) | 備註 |
| -------------- | ------------------ | ------------------ | -------- | ----------------- | --- |
| 大間核能發電廠 | 青森縣下北郡大間町 | 進步型沸水式反應爐 | 1        | 1,383             | 因東日本大震災停止建設工程，2012年10月建設再度展開。運行開始時間未定。2014年12月16日依據新基準提出再啟用申請。 |

### 新能源发电站
| 发电站名               | 方式     | 裝置容量 （MW） | 运转開始   | 所在地                     |
| ---------------------- | -------- | --------------- | ---------- | -------------------------- |
| 鬼首地熱发电站         | 地熱發電 | 15              | 1975年3月  | 宮城縣大崎市               |
| 島牧风电农场           | 风力发电 | 4.5             | 2000年6月  | 北海道島牧郡島牧村         |
| 苫前风力发电站         | 風力发电 | 30.6            | 2000年12月 | 北海道苫前郡苫前町         |
| 新更喜苫内风电农场     | 風力发电 | 14.85           | 2001年12月 | 北海道稚内市               |
| 仁賀保高原風力发电站   | 風力发电 | 24.75           | 2001年12月 | 秋田縣仁賀保市             |
| 东京临海风力发电站     | 風力发电 | 1.7             | 2003年3月  | 東京都江东区               |
| 南大隅风电农场         | 風力发电 | 26              | 2003年3月  | 鹿儿島縣肝屬郡南大隅町     |
| 楊貴妃里风力公园       | 風力发电 | 4.5             | 2003年11月 | 山口縣下关市               |
| 葛巻绿色能源发电站     | 風力发电 | 21              | 2003年12月 | 岩手縣岩手郡葛卷町         |
| 田原风力发电站         | 風力发电 | 1.98            | 2004年3月  | 愛知縣田原市               |
| 長崎鹿町风电农场       | 風力发电 | 15              | 2005年2月  | 長崎縣佐世保市             |
| 阿蘇西原风电农场       | 風力发电 | 17.5            | 2005年2月  | 熊本縣阿蘇郡西原村         |
| 田原临海风力发电站     | 風力发电 | 22              | 2005年3月  | 愛知縣田原市               |
| 濑棚臨海風力发电站     | 風力发电 | 12              | 2005年12月 | 北海道久遠郡瀨棚町         |
| 郡山布引高原風力发电站 | 風力发电 | 65.98           | 2007年2月  | 福島縣郡山市               |
| 阿蘇小国风电农场       | 風力发电 | 8.5             | 2007年3月  | 熊本縣阿蘇郡小国町         |
| 石廊崎風力发电站       | 風力发电 | 34              | 2010年4月  | 静岡縣賀茂郡南伊豆町       |
| 蘆原北潟風力发电站     | 風力发电 | 20              | 2011年2月  | 福井縣蘆原市               |
| 桧山高原風力发电站     | 風力发电 | 28              | 2011年2月  | 福島縣田村市・雙葉郡川內村 |
| 上之国风电农场         | 風力发电 | 28              | 2014年3月  | 北海道檜山郡上之国町       |
| 南爱媛风力发电站       | 風力发电 | 21.6            | 2015年3月  | 愛媛縣宇和島市             |

### 除役發電廠
| 发电站名       | 方式     | 燃料       | 裝置容量 （MW） | 运转開始 | 废止   | 所在地               |
| -------------- | -------- | ---------- | --------------- | -------- | ------ | -------------------- |
| 若松火力发电站 | 火力發電 | 煤炭、重油 | 150             | 1963年   | 1989年 | 福冈县北九州市若松区 |

## 主要办事处

### 日本
- 总店（东京都中央区银座六丁目15番1号）
- 东日本支店（琦玉县川越市）
- 中部支店（爱知县春日井市）
- 西日本支店（大阪府大阪市）

### 海外
- J-POWER美国开发有限公司（美国）
- J-POWER发电（泰国）有限公司（泰国）
- J-POWER咨询（中国）有限公司（中国）